# 蒙巴济亚克
蒙巴济亚克（法語：Monbazillac，法語發音：[mɔ̃bazijak]）是法国多尔多涅省的一个市镇，位于该省西南部，属于贝尔热拉克区。蒙巴济亚克因出产红酒而闻名。

## 地理
蒙巴济亚克（44°47'39"N, 0°29'30"E）面积19.58 平方千米，位于法国新阿基坦大区多爾多涅省，该省份为法国西南部内陆省份，是法國本土面积第三大的省，大致对应佩里戈尔地区，北起顺时针与夏朗德省、上维埃纳省、科雷兹省、洛特省、洛特-加龙省、吉倫特省和滨海夏朗德省接壤。
与蒙巴济亚克接壤的市镇（或旧市镇、城区）包括：贝尔热拉克、科隆比耶、里巴尼亚克、鲁菲尼亚克-德锡古莱斯、蓬波尔、圣洛朗德维涅。

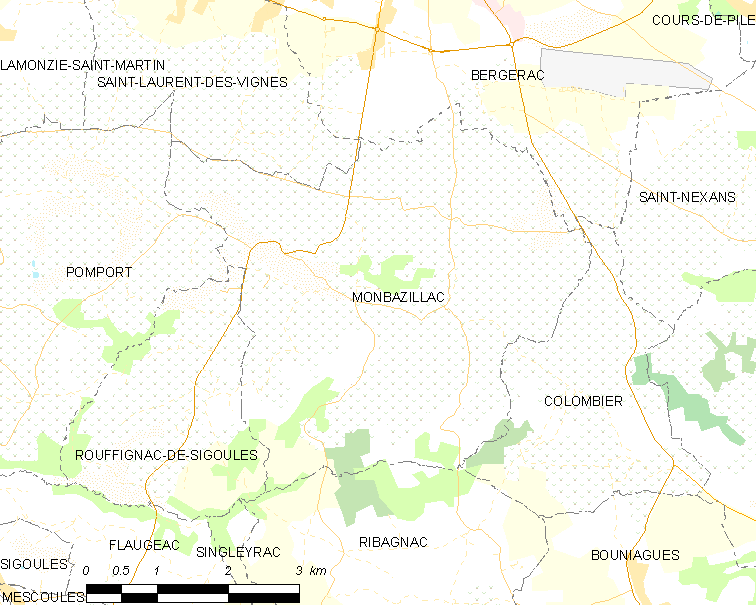
蒙巴济亚克的OSM定位图

蒙巴济亚克的时区为UTC+01:00、UTC+02:00（夏令时）。

## 行政
蒙巴济亚克的邮政编码为24240，INSEE市镇编码为24274。

## 政治
蒙巴济亚克所属的省级选区为南贝尔热拉库瓦县。

## 人口

1962-2008年间蒙巴济亚克人口变化图示

蒙巴济亚克于2022年1月1日时的人口数量为819人。